# Fideueria la Confianza
La Fideueria la Confianza és una obra del municipi de Mataró (Maresme) inclosa en l'Inventari del Patrimoni Arquitectònic de Catalunya.

## Descripció
Antiga fideueria o botiga de pastes i olis. "La confianza", d'estil modernista en la seva decoració, conserva pràcticament tots els elements que Puig i Cadafalch dissenyà; tremp sobre paper, vitrines, aparadors i dipòsits d'oli. També a l'exterior es conserven les rajoles i els ferros que formen el nom de la botiga. L'estat de conservació és precari sobretot pel que fa als frescos, força malmesos per la humitat, i també als elements decoratius dels armaris. A l'aparador hi manquen uns ferros forjats que aguantaven els cabassos de llegums.

### Elements decoratius
Dissenyats per Puig i Cadafalch, l'any 1896, a petició del propietari Francesc Palomer. Bàsicament són armaris amb vitrines, l'aparador, el paper pintat de les parets i un fris de guix. Els armaris i vitrines, de fusta amb portes de vidre, s'usaven per tenir exposats els diferents tipus de pastes i sèmoles. Són allargats verticalment amb decoracions que les fa semblar capelletes. L'aparador és de marbre i contenia a la part exterior uns ferros forjats per posar-hi els sacs de llegums. Les parets de la botiga són decorades amb paper pintat en tres colors diferents, representant el dibuix repetit d'una creu gòtica. A la paret, just damunt la porta del magatzem, hi ha un petit fris de guix a manera de garlanda, on hi ha gravat el nom del propietari, F. Palomar, i l'any 1896. Probablement d'època anterior són els dipòsits d'oli, amb pica i una reixa de metall.

## Història
Com indica un fris de guix a l'interior, la decoració fou realitzada l'any 1896, quan era amo el sr. Francesc Palomer i el dissenyador Josep Puig i Cadafalch. El 2002 era una botiga de queviures, portada per la família Pinós.